# Thorondir
Thorondir ist eine Pagan-Metal-Band aus Waldsassen (Bayern), die sich textlich mit Sagen aus ihrer Heimat, Erzählungen über alte heidnische Götter und die Schönheit der Natur beschäftigt.

## Geschichte

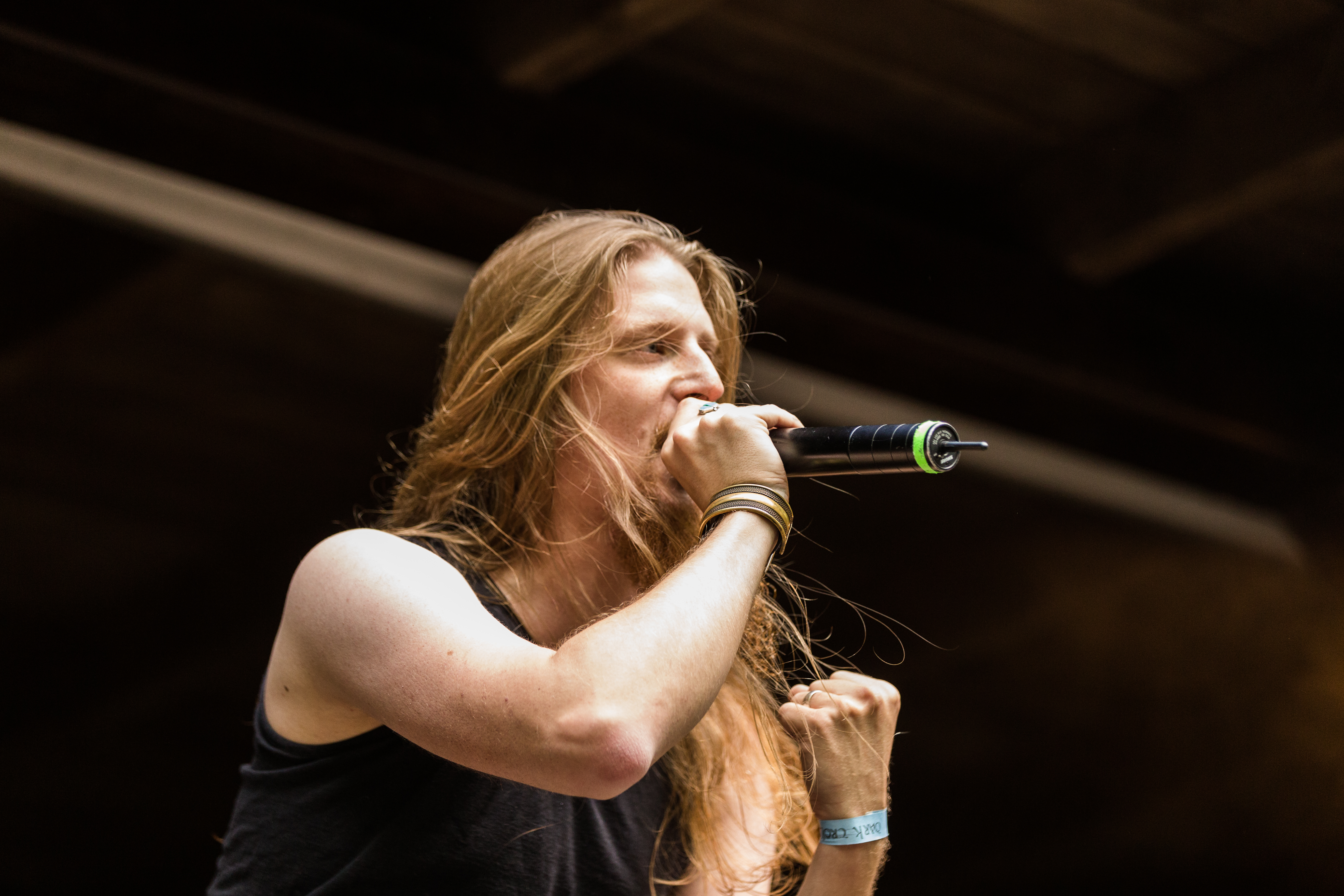
Sänger Kevin Wienerl auf dem Dark Troll Festival 2017

Gegründet wurde die Band im Jahr 2007 von Kevin Wienerl (Gesang), Dominik Hautmann (Gitarre) und Alexander Göhl (Schlagzeug). Kurz danach stießen Michael Ney (Leadgitarre), Christopher Zeus (Bass) und Fabian Wienerl (Keyboard) dazu. Einige Monate nach Gründung nahm die Band in einem lokalen Studio ihr erstes Album auf, welches zu einem Vertrag mit dem österreichischen Label CCP Records führte. Aufgrund interner Meinungsverschiedenheiten trennte sich die Band von Zeus, neuer Bassist wurde Florian Striegl. Danach wurden die Songs bei der Plattenfirma noch einmal bearbeitet und im April 2009 erschien das erste Album namens Düsterwald. Das zweite Album Aus jenen Tagen wurde 2010 im Woodshed Studio von Victor Bullok aka V. Santura (Triptykon, Dark Fortress) aufgenommen und im Juni 2011 veröffentlicht. 2017 unterschrieb die Band bei dem Label TrollZorn Records. Im Februar 2019 wurde die Veröffentlichung des dritten Albums namens Des Wandrers Mär für den 19. April 2019 angekündigt und gleichzeitig der erste neue Song Rache durch das Schwert freigegeben.
Am 1. August 2025 kündigte die Band ihr viertes Studioalbum Wächter des Waldes offiziell für den 9. Oktober 2025 an. Das Album wird erneut über TrollZorn Records veröffentlicht und wurde in Eigenregie im bandeigenen Studio von Schlagzeuger Alexander Göhl aufgenommen und gemixt, das unter dem Namen Eyelita-Records firmiert. Das Mastering wurde erneut von Victor Bullok übernommen. Zeitgleich wurde mit Bruder Hain der erste Song des Albums veröffentlicht.

## Diskografie
- 2009: Düsterwald (CD; CCP Records)
- 2011: Aus jenen Tagen (CD; CCP Records)
- 2019: Des Wandrers Mär (CD; Trollzorn / SMP Records)
- 2024: Düsterwald 15th Anniversary (EP – digital via Streamingdienste; Trollzorn / SMP Records)

## Musikvideos
- 2019: Berserkerwut (Regie/Produktion: Lukas Hennecke, Timo Nachbar / HumanView Productions)
- 2024: Düsterwald (Regie/Produktion: Kevin Wienerl / Musikproduktion: Alexander Göhl – Eyelita Records)
- 2025: Bruder Hain [Lyric-Video] (Musikproduktion: Alexander Göhl – Eyelita Records)